# Căile ferate din Portul Constanța
Căile ferate din Portul Constanța au aproximativ 300 km grupate în 322 de linii proprietate publică și 45 de linii private conectate la rețeaua publică. Aceste căi ferate sunt deservite de 6 stații deschise traficului de marfă:
1. În partea de nord a portului
  1. Constanța Port Zona A
  2. Constanța Port Zona B
  3. Constanța Port Mol 5
2. În partea de sud a portului
  1. Gara Agigea Nord
  2. Gara Agigea Ecluză
  3. Constanța Port Ferry Boat

## Istoric
La 4 octombrie 1860 a fost dată în funcțiune linia de cale ferată Constanța - Cernavodă, realizată de compania britanică a lui T.J. Barkley. În acea perioadă Dobrogea se afla în Imperiul Otoman, care concesionase inclusiv portul. Linia pleca din portul Constanța și urma un alt traseu decât cel al actualei magistrale 800. Scopul său principal era transferul bunurilor venite pe Dunăre la Marea Neagră fără a trece prin Gurile Dunării, care se aflau la granița cu Rusia. Linia a trecut în proprietatea statului român pe 10 decembrie 1882.
După 1895, din nevoia de a exporta cereale, în portul Constanța a fost construit un triaj și silozuri, care au fost exploatate de CFR până în 1901, apoi de Direcția Generală a Porturilor.

## După începutul războiului din Ucraina
Deși modernizarea infrastructurii feroviare din Portul Constanța era cuprinsă în Master Planul General de Transport al României și în Master Planul Portului Constanța din anul 2016, începutul invaziei ruse din Ucraina în 2022 a găsit infrastructura feroviară a portului într-o stare precară, cu multe linii ocupate de vagoane vechi. Pentru a crește capacitatea de transport feroviar a portului, au fost decise prin memorandum o serie de priorități referitoare la eliberarea portului de vagoanele nefuncționale și referitoare la refacerea infrastructurii feroviare din cele 6 stații.
În primă fază au fost încredințate direct în iunie 2022 două loturi totalizând 13,4 km către constructorii Wiebe și Arcada. Luna următoare au fost scoase la licitație încă 3 loturi totalizând 30 km, la licitație participând aceiași constructori. Licitațiile pentru restul priorităților au continuat pe parcursul anului 2023.

### Planuri de modernizare
În continuarea priorităților stabilite prin memorandum a fost creat un proiect de modernizare a infrastructurii feroviare din Portul Constanța prin care au fost stabilite alte 9 obiective pentru a îmbunătăți traficul feroviar, printre care realizarea unei grupe de așteptare, electrificarea tuturor liniilor cu excepția celor de încărcare și realizarea unor noi linii și clădiri. Licitațiile pentru lucrările din acest proiect au început la sfârșitul anului 2023.